# Cambarus laconensis
Cambarus laconensis е вид десетоного от семейство Cambaridae. Видът е критично застрашен от изчезване.

## Разпространение
Разпространен е в САЩ (Алабама).